# Male Mune
 Male Mune  (olaszul: Mune Piccolo) falu Horvátországban, a Tengermellék-Hegyvidék megyében. Közigazgatásilag Matuljihoz tartozik.

## Fekvése
Fiume központjától 27 km-re, községközpontjától 17 km-re északnyugatra a Tengermelléken, az Isztria-félsziget északi határán a Žejane – Vodice út mellett fekszik.

## Története
A középkorban előbb az aquileai pátriárka, majd a goricai grófok uralma alá tartozott. 1394-ben a Velencei Köztársaság foglalta el és a raspori kapitányság alá csatolták. Mune sokat szenvedett 1411 és 1420 között a Magyar Királyság és a Velencei Köztársaság közötti harcokban. Az elmenekült lakosság helyére Dalmáciából vlach pásztorok települtek erre a vidékre. A 15 és 16. század fordulóján sorozatos török támadások érték, majd több nemesi család birtoka volt. 
A településnek 1857-ben 462, 1910-ben 497 lakosa volt. A második világháború idején felégették. A károkat a mai napig sem sikerült teljesen helyreállítani, mivel a lakosság egy része többé nem tért vissza, csak a hétvégéket töltik itt. Az ősi lakosság isztroromán nyelve itt már kihalt, csak a közeli Žejanén beszélik még.
Male Munénak 2011-ben 101 lakosa volt.

## Lakosság
| Lakosság változása | Lakosság változása | Lakosság változása | Lakosság változása | Lakosság változása | Lakosság változása | Lakosság változása | Lakosság változása | Lakosság változása | Lakosság változása | Lakosság változása | Lakosság változása | Lakosság változása | Lakosság változása | Lakosság változása | Lakosság változása |
| ------------------ | ------------------ | ------------------ | ------------------ | ------------------ | ------------------ | ------------------ | ------------------ | ------------------ | ------------------ | ------------------ | ------------------ | ------------------ | ------------------ | ------------------ | ------------------ |
| 1857               | 1869               | 1880               | 1890               | 1900               | 1910               | 1921               | 1931               | 1948               | 1953               | 1961               | 1971               | 1981               | 1991               | 2001               | 2011               |
| 462                | 513                | 483                | 504                | 529                | 497                | 515                | 460                | 418                | 359                | 276                | 238                | 180                | 123                | 131                | 101                |